# Moataz Nasr

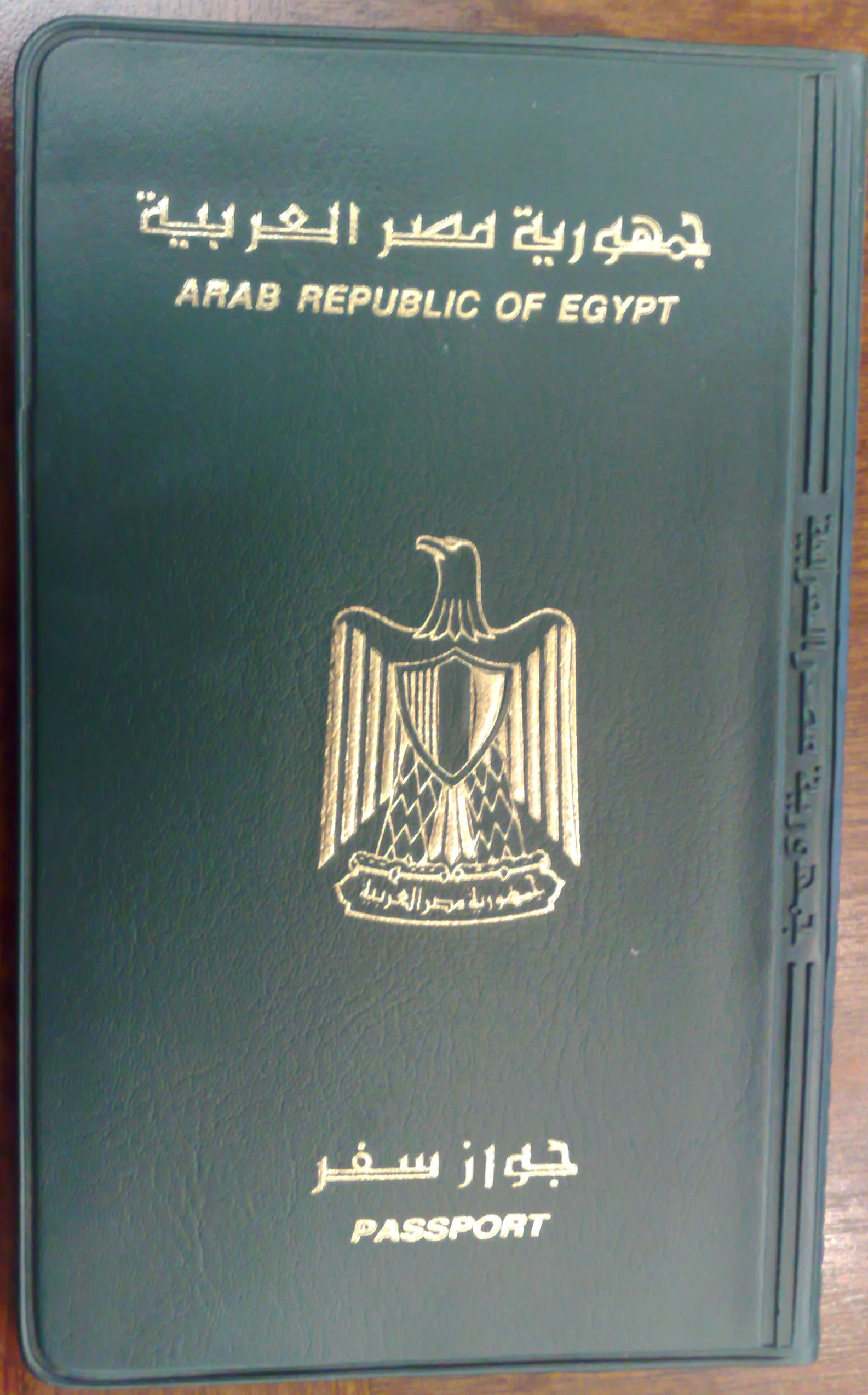
Una de las obras de Moataz Nasr, consiste en la presentación de su pasaporte como obra de arte. Premio Suzzara, 2002.

Moataz Nasr, nacido en alejandría en agosto de 1961,  es un pintor, escultor y artista multimedia egipcio , autoproclamado activista cultural. 

## Datos biográficos
Nasr nació en Alejandría en agosto de 1961. Su padre pensaba que el arte no es una profesión, si acaso un entretenimiento, por lo que Nasr se vio estudiando económicas en la Universidad de Alejandría. La primera incursión de Nasr en la escena artística del arte egipcio fue en el año 1995 cuando presentó su trabajo en un concurso organizado por el Ministerio de Cultura Egipcio (وزارة الثقافة المصرية) y recibió un tercer premio. De todos modos, fue criticado por sus colegas artistas por ser un “outsider” de la escena artística, al no tener estudios académicos sobre Arte.

### Carrera artística
Nasr irrumpió en la escena artística internacional en 2001 cuando una de las galerías de arte italianas más importantes, la Galleria Continua, presentó su trabajo y le incluyó en la lista de sus artistas en la cumbre. Nasr ha participado en muchas exposicionesy ha obtenido muchas distinciones y premios, entre otros: fue tercero en el 7º Salón de Jóvenes, un concurso organizado por el Ministerio de Cultura en 1995, el Premio de Pintura en la exposición Heliorama del centro Cultural Francés en El Cairo en 1997, el Gran Premio de la VIII Bienal Internacional de El Cairo de 2001, El Premio de la Bienal en la Bienal de Dakar de Senegal en 2002, el Premio del Ministerio de Cultura de la Bienal de Dak’art, Dakar, Senegal en 2004 y el Gran Premio de la Bienal de Sharjah en U.A.E en 2005.
En noviembre de 2008, Nasr fundó Darb 1718, que es un centro cultural y de arte contemporáneo egipcio localizado en la zona de la Fustat del Viejo Cairo. IEs una organización sin ánimo de lucro registrada con la misión establecida de ser un trampolín para hacer florecer el arte contemporáneo en Egipto.” También tiene como objetivo presentar el arte contemporáneo local e internacional, el archivo gráfico y el mantenimiento de una amplia base de datos de arte en Egipto y en el área de MENA, así como de actuar como un frente educativo, mediante el préstamo de los talleres para proyectos y proyecciones de películas. El centro también tiene como objetivo involucrar a la comunidad local de Fustat a través de servicios a la comunidad y programas de extensión.